# 태양의 노래
《태양의 노래(일본어: タイヨウのうた 타이요노 우타[*])》는 2006년 6월 17일에 개봉한 YUI, 츠카모토 타카시 주연의 일본의 영화이다. 그리고 2006년 7월부터 9월에 TBS에서 방송된 야마다 다카유키, 사와지리 에리카 주연의 일본의 텔레비전 드라마이다.
2010년 5월에는 대한민국의 서울뮤지컬단이 뮤지컬로 리메이크하여 세종문화회관에서 공연되었다. 2021년에 다시 현지화 리메이크하여 뮤지컬 공연을 하였다.
2015년 10월에서 베트남에서 드라마로 리메이크된다.
미국 영화로 리메이크 됐다. 개봉명은 Midnight Sun이다.

## 영화
2006년 6월 17일 개봉된 일본의 영화이다.
싱어송 라이터 YUI가 여배우 데뷔와 함께 주제가를 담당했다. 제30회 일본 아카데미상에서 신인 배우상을 수상했다.
YUI가 "YUI for 아마네 카오루"로써 부른 주제가 〈Good-bye days〉는 20만장의 판매량을 기록했다. 벨소리 순위에서는 오랜 기간에 걸쳐 1위를 독주했다. 영화 자체도 리뷰 등으로 화제가 되어, 최종 흥행수입은 11억엔을 기록, 소규모 공개 작품 으로서는 이례의 대히트를 기록했다.

### 줄거리
카오루는 색소성 건피증을 앓고 있으며, 이 질환은 환자가 직사광선에 노출되는 것을 금한다. 그녀는 낮에는 잠을 자고 밤에 활동한다. 그녀는 매일 밤 역 앞에서 기타를 연주하며 버스킹을 한다. 침실 창밖으로, 그녀는 서프보드를 든 고등학생 소년을 발견한다. 그녀는 잠자리에 들기 전 매일 아침 그와 그의 친구들이 바다를 방문하는 것을 지켜본다. 어느 날, 그녀는 자신의 질병에 대해 알리지 않고 그에게 자신을 소개한다. 그 남자는 자신을 후지시로 코지라고 밝힌다. 친구가 그녀를 집으로 끌고 오자, 그들은 창가에 앉아 코지가 친구들을 만나는 것을 지켜본다. 카오루가 모든 것을 설명하자, 그녀의 친구는 그가 자신과 같은 학교에 다니는 것 같다고 말하며 그를 위해 염탐해주겠다고 제안한다.
다음 날 저녁, 그녀는 버스 정류장에 앉아 있다. 코지가 그의 스쿠터를 타고 도착한다. 둘 다 당황한 채로 이야기를 시작하고, 코지는 결국 방학이 시작될 때 다른 밤에 그녀를 만나서 그녀가 노래하는 것을 들어주겠다고 약속한다. 그들이 만났을 때, 다른 불쾌한 거리 공연자가 그녀의 자리를 차지하고 있다. 코지는 그녀를 도시로 데려가기로 결정하고, 그곳에서 구경을 한 후 그녀는 광장에서 연주하기 시작한다. 상당한 인파가 그녀의 노래를 듣기 위해 모인다. 그 후, 그들은 바다를 바라보고, 코지는 그녀에게 데이트 신청을 한다.
그들의 데이트는 해가 뜨자마자 갑자기 끝나고 카오루는 서둘러 집으로 돌아간다. 코지는 곧 카오루의 병을 알게 되고 충격을 받는다. 한동안 카오루는 그를 보기를 고집스럽게 거부한다. 코지는 카오루가 데뷔 싱글을 녹음할 수 있는 녹음실을 알게 되고, 돈을 벌기 위해 잔업을 하여 그 비용을 지불한다. 그녀의 아버지는 걱정스러운 마음에 어느 날 밤 코지를 집으로 초대한다. 저녁 식사에서 코지는 카오루의 CD에 대한 그의 계획을 밝힌다. 그날 밤 집으로 걸어가는 동안, 두 사람은 이야기를 시작하고 카오루는 코지가 자신을 얼마나 진정으로 아끼는지 천천히 깨닫는다.
시간이 지남에 따라 그녀의 병이 악화되면서 그녀는 손의 감각을 잃고 기타를 칠 수 없게 된다. 그녀는 코지에게 여전히 목소리가 있다고 안심시킨다.
스튜디오에서 그녀는 가족과 친구들에게 나가 달라고 부탁한다. 그녀는 그들에게 CD를 기다려 달라고 부탁한다.
얼마 후, 약속대로 코지는 카오루를 해변으로 데려가 그가 서핑하는 것을 지켜본다. 그녀가 몇 년 동안 걸어두었던 보호복이 마침내 사용된다. 이제 그녀는 휠체어에 앉아 있다. 그녀는 옷이 뜨겁다고 불평한다. 고통스러운 표정이 빠르게 사라지면서 카오루의 아버지는 그녀에게 옷을 벗으면 더 이상 신경 쓸 필요가 없을 것이고 자유롭게 뛰어다닐 수 있을 것이라고 설득하려 한다. 그녀는 거절하고, 일어서기 위해 애쓰면서 코지에게 약하게 절뚝거린다. 그녀가 걷다가 모래에 걸려 넘어지려 하자 코지가 그녀를 돌보기 위해 서둘러 달려간다. 그녀는 마지막 순간에 몸을 가다듬으며 그것이 속임수였음을 밝히고 그의 놀란 얼굴을 보고 키득거린다.
나중에 카오루는 병으로 인해 결국 사망한다. 그녀는 해바라기로 가득 찬 관에 안장된다. 코지와 카오루의 친구들, 가족들은 카오루의 CD가 마침내 발매되는 것을 듣는다. 마지막 장면에서 코지는 그녀의 목소리를 다시 재생시키며 파도를 향해 달려간다.

### 출연진
- 아마네 카오루: YUI
- 후지시로 코지: 쓰카모토 다카시
- 아마네 켄: 기시타니 고로
- 아마네 유키: 아사기 구니코
- 마츠마에 미사키 : 토오리야마 아이리
- 오오니시 유타 : 코야나기 유
- 카토 하루오 ... 타나카 소겐
- 코지의 어머니 ... 후세 에리
- 순회중인 경찰 ... 고바야시 타카시
- 의사 ... 야마자키 하지메
- 스트리트 뮤지션 ... 매기
- 길거리 라이브 밴드 ... LACCO TOWER
- 레코딩 뮤지션 ... MACARONI ☆ (GUITAR), natu (GUITAR), 히라노 나루오미 (BASS), ryohei (DRUMS)

### 스탭
- 감독 ... 고이즈미 노리히노 (ROBOT)
- 각본/원작 ... 반도 켄지
- 음악 ... YUI, 시이나 KAY 타 (오리지널 사운드 트랙 〈태양의 노래〉 Sony Music Records Inc.)
- 배급 ... 쇼치쿠
- 제작 ... 쇼치쿠, 스타 더스트 픽쳐스, ROBOT, 소니 뮤직 레코즈, 제네온 엔터테인먼트, 트윈, 일본 출판 판매, Yahoo! JAPAN
- 선전 ... KICCORIT

### 주제가·삽입곡
- 주제가
  - YUI for 아마네 카오루 〈Good-bye days〉 작사/작곡 : YUI
- 삽입곡
  - YUI for 아마네 카오루 〈Skyline〉 작사/작곡 : YUI
  - YUI 〈It's happy line〉 작사/작곡 : YUI

〈It's happy line〉은 YUI가 메이저 데뷔 이전 인디즈 시절에 작곡한 곡이며, 그 당시의 음원이 그대로 싱글 〈Good-bye days〉에 커플 링으로 수록되었다.

## 텔레비전 드라마
드라마는 2006년 7월 14일부터 9월 15일까지 TBS에서 방송된 일본의 텔레비전 드라마이다. 원작인 영화 《태양의 노래》를 드라마화한 작품이다.

### 개요
- 2006년 7월 14일부터 9월 15일까지 TBS 계열에서 금요일 드라마 범위 (22:00-22:54)에서 방송되었다. 《세상의 중심에서 사랑을 외치다》(2004년 여름)과 《지금, 만나러 갑니다》(2005년 여름)에 이은 연애 드라마이다. TBS, 스타더스트 프로모션의 '순애 작품 완결편'라고 이름을 붙여 제작되었다.
- 《세상의 중심에서 사랑을 외치다》는 영화 개봉과 드라마 방송이 겹칠수는 있지만, 영화 개봉 전에 드라마화가 결정하는 것은 이례적이라고 한다.
- '후지시 코지'는 영화에서는 고등학생 설정이지만 드라마에서는 19세의 무직이라고 설정되어있다. 그외에도 원작 소설과는 다른 오리지널 스토리가 많다.
- '아마네 카오루' 역에는 사와지리 에리카가 연기, 카오루의 연인의 '후지시 코지' 역은 야마다 타카유키가 연기하였다.(원래는 이치하라 하야토가 예정이었다).
- 사와지리 에리카가 'Kaoru Amane 명의로 발표 한 싱글 〈태양의 노래〉는 2주 연속 오리콘 1위를 획득하는 대히트를 기록했다.

### 원작 영화와의 차이점
- 영화에서 후지시로 코지는 고등학생이었지만 드라마에서는 19세 무직이다.
- 영화에서와 달리, 타치바나 아사미라는 유명 가수가 등장하여, 아마네 카오루-후지시로 코지-타치바나 아사미의 삼각 관계를 극중에서 잠시 형성하게 된다.
- 영화에서 엑스트라에 불과했던 후지시로 코지의 친구들은 드라마에서 중대한 비중을 차지한다.

### 출연진
- 아마네 카오루 : 사와지리 에리카 (어린 시절: 미우라 사이카)
- 후지시로 코지 : 야마다 다카유키
- 타치바나 아사미 : 마쓰시타 나오 - 카오루가 동경하는 유명 가수.
- 오오니시 유타 : 다나카 케이
- 마츠마에 미사키 : 사토 메구미
- 카토 하루오 : 하마다 가쿠
- 다츠나미 류스케 : 카와무라 요스케
- 레이사 : 하라 후미나
- 미우라 유코 : 고바야시 마오
- 에밀리 : 벡키
- 쿠도 요헤이 : 카나메 준
- 아마네 유키 : 쿠로다 치에코
- 아마네 켄 : 카츠무라 마사노부
- 에노키도 신이치 : 야마모토 케이
- 미우라 오사무 : 다케나카 나오토

### 제작진
- 연출 : 야마무로 다이스케, 이아미 나츠키, 무토우 준
- 각본 : 와타나베 무츠키
- 프로듀서 : 츠루 마사아키, 우에다 히로키
- 음악 : 사와노 히로유키
- 제작 : TBS

### 노래
- 주제가 : 시바사키 코우 〈invitaion〉
- 삽입곡
  - Amane Kaoru(사와지리 에리카) 〈태양의 노래〉
  - Amane Kaoru(사와지리 에리카) 〈Stay with me〉
  - 타치바나 아사미 (마쓰시타 나오) 〈Wish〉

### 부제목과 방영일, 시청률
| 각화                                      | 방송일          | 부제목                                   | 시청률 |
| ----------------------------------------- | --------------- | ---------------------------------------- | ------ |
| 제1화                                     | 2006년 7월 14일 | 태양에 미움 받은 소녀 ... 달밤이 준 기적 | 13.8%  |
| 제2화                                     | 2006년 7월 21일 | 달밤의 고백 ... 잊을 수 없는 첫사랑      | 6.9%   |
| 제3화                                     | 2006년 7월 28일 | 태양에 끊는 사랑                         | 8.4%   |
| 제4화                                     | 2006년 8월 4일  | 당신이 준 꿈                             | 11.1%  |
| 제5화                                     | 2006년 8월 11일 | 절망의 빛                                | 9.5%   |
| 제6화                                     | 2006년 8월 18일 | 버린 과거의 복수                         | 11.3%  |
| 제7화                                     | 2006년 8월 25일 | 약속의 무대에                            | 9.4%   |
| 제8화                                     | 2006년 9월 1일  | 동료와 본 꿈                             | 11.4%  |
| 제9화                                     | 2006년 9월 8일  | 들어온 운명의 그림자                     | 10.8%  |
| 최종화                                    | 2006년 9월 15일 | 절창                                     | 10.2%  |
| 평균 시청률: 10.3%                        |                 |                                          |        |
| (시청률은 간토 지방·비디오 리서치사 조사) |                 |                                          |        |

| TBS 금요일 드라마                              | TBS 금요일 드라마                                 | TBS 금요일 드라마                                       |
| 이전 작품                                      | 작품명                                            | 다음 작품                                               |
| ---------------------------------------------- | ------------------------------------------------- | ------------------------------------------------------- |
| 쿠로사기 （2006년 4월 14일 - 2006년 6월 23일） | 태양의 노래 （2006년 7월 14일 - 2006년 9월 15일） | 세라복과 기관총 （2006년 10월 13일 - 2006년 11월 24일） |

## 뮤지컬

### 태양의 노래 (2010)

#### 공연 정보
뮤지컬 《태양의 노래》는 2010년 5월 7일부터 5월 29일까지 대한민국의 서울시뮤지컬단이 세종문화회관에서 공연한 작품이다. 이 작품은 영화 《태양의 노래》를 원작으로 하며, 대부분의 스토리가 원작과 비슷하나 약간의 차이점이 있다.
원작 영화와의 차이점
- 영화에서 카오루의 어머니가 생존인물인 반면, 뮤지컬에서는 이미 죽은 인물이다. 뮤지컬에서 카오루의 어머니는 대사가 거의 없으며, 영혼으로 분하여 출연한다.
- 뮤지컬에서는 원작에서와 달리, 카오루의 아버지-아줌마 러브라인이 추가된다.
- 영화에서 후지시로 코지의 친구 3인방이 그의 조력자였던 반면, 뮤지컬에서는 방해꾼이다.

#### 출연진
주인공 대부분이 더블 캐스팅되었다. 한국의 걸 그룹 소녀시대의 태연이 이 뮤지컬의 주인공 아마네 카오루 역으로 캐스팅되어, 언론의 큰 주목을 끌었다.
- 아마네 카오루 : 홍은주, 김태연
- 후지시로 코지 : 고준식, 정선영
- 카오루의 아버지 : 이경준, 박봉진
- 미사키 : 윤지영 - 아마네 카오루의 동네 친구
- 아줌마 : 임화춘, 박선옥

### 태양의 노래 (2021)

#### 공연 정보
2021 뮤지컬 〈태양의 노래〉
- 공연기간 : 2021년 5월 1일 (토) ~ 2021년 7월 25일(일)
- 공연장 : 광림아트센터
- 공연 라이브 스트리밍 : 온라인 라이브 스트리밍 사이트 메타씨어터(MetaTheater)를 통해 전 회차를 온라인 라이브 스트리밍으로 전 세계로 송출[5][6]
- 제작 : ㈜신스웨이브(SHINS WAVE)
- 창작진
  - 프로듀서 : 신정화
  - 협력 프로듀서 : 손혁일
  - 연출 : 김지호
  - 작가 : 김한솔
  - 작곡 : 한보람
  - 음악감독 : 서혜선
  - 무대감독 : 박아름
  - 기술감독 : 이상춘
  - 안무 : 홍유선
  - 무대 디자인 : 오필영
  - 영상 디자인 : 조수현
  - 조명 디자인 : 마선영
  - 음향 디자인 : 유인홍
  - 의상 디자인 : 정혜진
  - 분장 디자인 : 김민경
  - 소품 디자인 정이든

#### 출연진
- 정하람 : 조훈, 온유(SHINee), 백호(NU'EST), 영재(GOT7), 원필(DAY6)
- 서해나 : 강혜인, 이아진, Kei(Lovelyz)
- 서준우 : 김주호, 정의욱
- 이봄 : 정다예, 주다온
- 박노아, 강한결 : 이찬렬, 김경록, 신은총(더블)
- 해나의 주치의 : 남궁혜인, 김하나
- 앙상블 : 박상준, 신동민, 류한샘, 조현진, 한가람

#### 트레일러
| 연도 | Artist          | 트레일러                                         | 작품명                 | 제공       |
| ---- | --------------- | ------------------------------------------------ | ---------------------- | ---------- |
| 2021 | Various Artists | 2021 뮤지컬 〈태양의 노래〉 트레일러             | 뮤지컬 《태양의 노래》 | SHINS WAVE |
| 2021 | Various Artists | 2021 뮤지컬 〈태양의 노래〉 온라인 보이스 리플렛 | 뮤지컬 《태양의 노래》 | SHINS WAVE |
| 2021 | Various Artists | 2021 뮤지컬 〈태양의 노래〉 생중계 안내          | 뮤지컬 《태양의 노래》 | SHINS WAVE |

### 태양의 노래 (2022)

#### 출연진
- 정하람 : 온유(SHINee), 하성운, 진호(펜타곤), 송건희, Y(골든차일드)
- 서해나 : 김남주(에이핑크), 이상아, 권은비
- 서준우 : 김주호, 왕하성
- 이봄 : 정다예, 주다온
- 박노아 : 이찬렬, 조원석
- 강한결 : 김경록, 김지웅
- 해나의 주치의 : 김하나
- 앙상블 : 임하람, 김민수, 최경록, 유희지, 허지연, 신혜민

## 베트남 텔레비전 드라마
베트남 국영 방송국 VTV 제작하여 2015년 11월 25일부터 방송 (Khúc hát mặt trời) 된다.방송 시간은 VTV3에서 매주 수요일·목요일 21:30 - 22:30 (베트남 시간)에 방송된다 (총 24 회 예정).

## 미국 영화
감독 스콧 스피어의 영어덜트 로맨스 영화 미드나잇 선으로 할리우드 리메이크되었다.

## 관련 상품
- 태양의 노래 × YUI와 카오루의 노래 (2006년 6월 2일 발매) ※영화 메이킹 DVD
- 태양의 노래 표준판 (2006년 11월 22일 발매) ※영화판 DVD
- 태양의 노래 프리미엄 에디션 (2006년 11월 22일 발매) ※영화판 DVD
- 태양의 노래 DVD-BOX (2006년 12월 22일 발매) ※텔레비전 드라마 판 DVD

## 같이 보기
- 색소성 건피증